# Aglaophenia amoyensis
Aglaophenia amoyensis is een hydroïdpoliep uit de familie Aglaopheniidae. De poliep komt uit het geslacht Aglaophenia. Aglaophenia amoyensis werd in 1927 voor het eerst wetenschappelijk beschreven door Hargitt. 